# 1 Samodzielny Szwadron Ciężkich Karabinów Maszynowych
1 Samodzielny Szwadron CKM – pododdział piechoty Polskich Sił Zbrojnych.

## Historia, formowanie i zmiany organizacyjne
1 października 1940, w Szkocji, sformowany został Dywizjon Rozpoznawczy Korpusu – jednostka rozpoznawcza I Korpus Polskiego. Do dywizjonu wcielono kadrę Oddziału Rozpoznawczego 2 DSP oraz żołnierzy batalionów pancernych. 30 czerwca 1942 na bazie dywizjonu utworzony został 1 Pułk Rozpoznawczy. 25 października 1943 jednostka została rozwiązana 307 żołnierzy przekazano do 10 pułku strzelców konnych i 10 batalionu dragonów, natomiast z ok. 400 weszło w skład batalionu broni wspierającej i podporządkowany dowódcy formującej się 3 Brygady Strzelców. Do 6 kwietnia 1944 batalion został rozformowany. Na bazie kompanii ckm i moździerzy rozkazem dowódcy 1 Dywizji Pancernej nr 681 z dnia 28 marca 1944 został utworzony samodzielny szwadron ckm 3 Brygady Strzelców. Nadwyżki w liczbie ok. 220 żołnierzy zostały skierowane do 8 i 9 batalionów strzelców, oddziałów łączności, kompanii sztabowej 3 BS oraz 1 pułku artylerii przeciwpancernej. Szwadron został zorganizowany wg etatu brytyjskiego WE II/239/1.

## Działania wojenne
Po przybyciu do Francji 2 sierpnia 1944 szwadron został skoncentrowany w składzie macierzystej 3 Brygady Strzelców w rejonie Magny-En-Bessin. 7 sierpnia szwadron został podzielony na plutony ckm i przydzielone do batalionów strzelców: I pluton do 9 bs, II pluton do 8 bs i III pluton do bspodh.

### Bitwa w Normandii
W trakcie walk w okresie 8–12 sierpnia zadania plutonów były adekwatne do wspieranych przez nich poszczególnych batalionów. Straty jakie szwadron poniósł, to 6 poległych. 14 sierpnia 1944 pozycje przygotowującej się do natarcia dywizji zostały zbombardowane przez brytyjskie lotnictwo bombowe. Mające nacierać w I rzucie 1 batalion strzelców podhalańskich i 8 batalion strzelców zostały pozbawione wsparcia artylerii dywizyjnej i kanadyjskiej. Z uwagi na powyższe pluton ciężkich moździerzy udzielił wsparcia obu nacierającym batalionom. Pozostała część szwadronu (dwa plutony ckm) dozorowała las Quesney i osłaniała z miejsca ogniem wschodnie skrzydło 8 bs. Od 15 do 17 sierpnia szwadron całością sił bronił przyczółka w Jort nad rzeką Dives. Następnie plutony ckm współdziałały z poszczególnymi batalionami strzelców. Od 19 sierpnia do końca bitwy o Falaise całość szwadronu znalazła się na południowej części wzg. 262 prowadząc wspólnie jego obronę z piechotą i czołgami dywizji. 22 sierpnia po ustaniu walk na wzg. 262 (Maczuga) stan szwadronu wynosił 8 oficerów i 177 szeregowych. 23 sierpnia szwadron odszedł na odpoczynek na zaplecze frontu. Straty szwadronu w okresie od 8 do 24 sierpnia to 8 poległych, 17 rannych i 2 zaginionych.

### Pościg przez Francję i Belgię
Od 29 sierpnia 1944 szwadron podjął marsz i pościg w ramach 3 BS. 3 września dołączył do walczących o Abbeville batalionów strzelców. 6 września część szwadronu wspierała bataliony strzelców w walkach o Ypres. 7 września częścią sił szwadron wspierał 9 bs w walce o Roulers. 8 września jeden z plutonów ckm współdziałał w ramach grupy „Dowbor” w zdobyciu Thielt. Od 15 września szwadron (bez dwóch plutonów) działał w składzie grupy płk. dypl. Władysława Deca osłaniając rejon Gandawy.

### Walki na pograniczu belgijsko-holenderskim
2 pluton ckm od 16 września wspierał zgrupowanie 3 BS, przydzielony do 9 bs prowadził natarcie w kierunku Axel. Następnie wspierał 8 bs, po poniesieniu wysokich strat został wycofany na tyły i zmieniono dowódcę plutonu. Z uwagi na duże straty w 1 plutonie został on czasowo rozwiązany 9 października, żołnierze z rozwiązanego plutonu uzupełnili stany dwóch pozostałych plutonów ckm. Straty w walkach o Alphen i rejonie tego miasta to 29 żołnierzy. Od 9 do 26 października szwadron prowadził rotacyjnie działania obronne na zajętych stanowiskach, po otrzymaniu uzupełnień odtworzono 1 pluton ckm. Od 29 października do 1 listopada, 2 pluton ckm wspierał 8 bs w walce o przyczółek na rzece Mark. Rozdzielono pozostałe siły: 1 pluton do bspodh., 3 pluton do 9 bs podczas walk o forsowanie kanału Mark. W okresie 6–8 listopada 1944 szwadron wspierał plutonami bataliony 3 BS podczas walk o podejścia, a także o ufortyfikowany rejon przedmościa i miasto Moerdijk. Od 9 listopada szwadron przebywał w Bredzie, w odwodzie na wypoczynku.

### Obrona i dozorowanie odcinka frontu nad Mozą
Od 9 listopada do 19 grudnia 1944 r. 1 samodzielny szwadron ckm pełnił służbę garnizonową w Bredzie. Dozorował odcinek Mozy, pełniąc od 21 grudnia 1944 do 11 stycznia 1945 całością sił szwadronu służbę na jednym odcinku. Później w zależności od potrzeb prowadzili dozór i działania obronne na innych odcinkach zajmowanych przez macierzystą brygadę. Żołnierze szwadronu wypoczywali, przebywali na urlopach, szkoleniach, pozostali pobierali nowy sprzęt i wyposażenie oraz naprawiali niesprawny. Przybywały uzupełnienia osobowe, ponadto żołnierze uczestniczyli w uroczystościach otrzymując odznaczenia i awanse.

### Walki we wschodniej Holandii i w Niemczech
W okresie od 7 kwietnia do 9 kwietnia 1945 szwadron wykonał marsz znad Mozy w kierunku linii frontu. Od 11 kwietnia prowadził walki w ramach 3 BS. Od 16 kwietnia pluton ciężkich moździerzy wspierał walki 10 BKPanc. nad Küsten Kanal. 19 i 20 kwietnia szwadron wspierał forsowanie i walki na przyczółku za kanałem 9 bs. Od 27 kwietnia szwadron wspierał 3 BS. 5 maja o godz. 8:00 szwadron wstrzymał działania bojowe z uwagi na kapitulację wojsk niemieckich przed frontem 1 DPanc.

## Cekaemiści i moździerzyści kawalerii po wojnie
5 maja 1945 r. 1 samodzielny szwadron ckm zajął jako garnizon okupacyjny miejscowość Rutterelfeld, wraz z II dywizjonem 2 pułku artylerii motorowej Działania okupacyjne na tym terenie batalion pełnił do 20 maja 1945. Zadaniem jego było oczyszczanie terenu z niedobitków, rozbrajanie osób i terenu z broni i amunicji, wyłapywanie przebranych żołnierzy i funkcjonariuszy hitlerowskich, egzekwowanie zarządzeń i warunków kapitulacji w tym ustalonej godziny policyjnej. W trakcie walk we Francji, Belgii, Holandii i na terenie Niemiec z szeregów szwadronu poległo 21 żołnierzy, 86 zostało rannych. Utracono jako zniszczonych 8 pojazdów gąsienicowych, 1 moździerz 4,2", 13 ckm Vickers, 7 motocykli. Otrzymano odznaczeń polskich: 6 Krzyży VM V kl, 74 KW, 18 KZ z M, zagranicznych: 2 MM, 1 Croix de Guerre i inne. 

Vickers – 12 takich ckm posiadał szwadron

## Żołnierze szwadronu
Dowódcy szwadronu
- ppłk Emil Gruszecki (1.10.1940 – 07.1941)
- ppłk dypl. Antoni Grudziński (07.1941 – 10.08.1942)
- mjr dypl. Zbigniew Dudziński (10.08.1942 – 5.03.1944)
- mjr Andrzej Szajowski (5.03.1944 – 20.03.1944)
- kpt./mjr Marian Kochanowski (5.04.1944 – 1.07.1946)
- rtm. Jerzy Nowakowski (1.07.1946 – 10.04.1947)

Zastępca dowódcy
- por./rtm. Kazimierz Duda[15]

## Struktura organizacyjna pododdziału
- batalion broni wspierającej 26 oficerów 345 szeregowych
  - dowództwo (rzut dowodzenia, rzut zaopatrzenia, pluton łączności, pluton gospodarczy)
  - kompania ciężkich moździerzy
  - kompania działek przeciwlotniczych
  - kompania ciężkich karabinów maszynowych[16]
- 1 samodzielny szwadron ckm 11 oficerów, 204 szeregowych
  - dowództwo
  - pluton dowodzenia (drużyny; łączności, transportowa i gospodarcza)
  - 3 plutony ckm x 4 ckm, 1 Piat, 1 lkm
  - pluton ciężkich moździerzy x 4 moździerze 4,2'[15]

## Barwy i symbole szwadronu
Szwadron swoje święto obchodził 1 października, w rocznicę powstania dywizjonu rozpoznawczego.
Proporzec został ofiarowany 1 pułkowi rozpoznawczemu w 1942 przez miasto Perth. Strona prawa: herb miasta Perth w Szkocji. Strona lewa: odznaka 1 pułku rozpoznawczego. Proporczyk żółto-amarantowy z paskiem niebiesko-białym pośrodku.
Znak na pojazdach: 